# Deir Almedina
Deir Almedina (em árabe: دير المدينة; romaniz.: Deir el-Medina) é uma vila do Antigo Egito que serviu de residência de artesãos que trabalharam em tumbas do Vale dos Reis entre a XVIII e XX dinastias do Reino Novo (1550–1069 a.C.). Seu nome antigo era Sete Maate ("O Lugar da Verdade") e os trabalhadores que viveram lá se chamavam Servos do Lugar da Verdade. Na época cristã, o Templo de Hator foi convertido em igreja, da qual o nome árabe Deir Almedina ("Mosteiro da cidade") derivou.
Na época em que a imprensa mundial estava se concentrando na descoberta de Howard Carter do Túmulo de Tutancâmon em 1922, uma equipe liderada por Bernard Bruyère começou a escavar o local. Este trabalho resultou em um dos relatos mais bem documentados da vida comunitária no mundo antigo, que abrange quase quatrocentos anos. Não há um local comparável em que a organização, as interações sociais, as condições de vida e trabalho de uma comunidade possam ser estudadas com tanto detalhe.
O site está situado na margem oeste do Nilo, do outro lado do rio da moderna Luxor. A aldeia está disposta em um pequeno anfiteatro natural, a curta distância do Vale dos Reis ao norte, templos funerários a leste e sudeste, com o Vale das Rainhas a oeste. A aldeia pode ter sido construída à parte da população em geral, a fim de preservar o sigilo devido a natureza sensível do trabalho realizado nas tumbas.

## História da escavação
Um achado significativo de papiros foi feito nos anos 1840 nas cercanias da vila e muitos objetos também foram achados no curso do século XIX. O sítio foi escavado seriamente pela primeira vez por Ernesto Schiaparelli entre 1905-1909, que descobriu grandes quantidades de óstracos. Uma equipe francesa dirigida por Bernard Bruyère escavou todo o local, incluindo a aldeia, o lixão e o cemitério, entre 1922-1951. Infelizmente, por falta de controle, pensa-se agora que cerca de metade dos papiros foram removidos sem conhecimento ou autorização do diretor da equipe. Cerca de cinco mil óstracos de várias obras de comércio e literatura foram encontradas num poço perto da vila. Jaroslav Černý, que fazia parte da equipe de Bruyère, estudou a vila por quase 50 anos até sua morte em 1970 e foi capaz de nomear e descrever a vida de muitos dos habitantes. O pico com vista à aldeia foi renomeado "Monte Cernabru" em reconhecimento do trabalho de Černý e Bruyère na aldeia.

## Vila

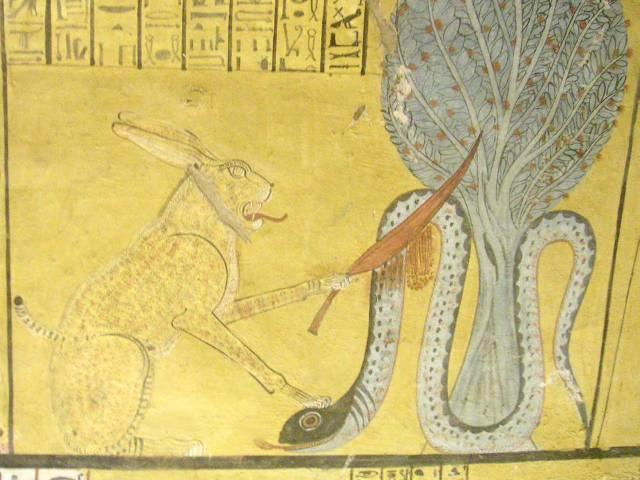
Rá mata Apófis num relevo tumular

Os primeiros restos datáveis da vila pertencem ao tempo de Tutemés I (r. 1504–1492 a.C.), com sua forma final sendo formada durante o Período Raméssida. No seu auge, a comunidade continha cerca de 68 casas espalhadas em área total de 5 600 metros quadrados com estrada estreita que percorre toda a extensão da vila A estrada principal pode ter sido coberta para abrigar os aldeões do brilho intenso e calor do sol. O tamanho das casas variou, com espaço médio de 70 metros quadrados, mas os mesmos métodos de construção foram usados em todo o sítio. As paredes eram de tijolos de barro, construídas sobre fundações de pedra. A lama foi aplicada às paredes, que foram então pintadas de branco na superfícies externas com algumas superfícies internas pintadas de branco até altura de cerca de um metro. Uma porta da frente de madeira podia ter o nome dos ocupantes. As casas consistiam de quatro a cinco cômodos, incluindo entrada, sala principal, duas salas menores, cozinha com adega e escada ao telhado. O brilho total do sol foi evitado, pois as janelas estão no alto. A sala principal tinha plataforma de barro com degraus que podia ser santuário ou cama de parto. Quase todas as casas tinham nichos de estátuas e altares pequenos. Suas tumbas eram pequenas capelas e subestruturas recortadas com pequenas pirâmides.
Devido à sua localização, a aldeia não foi pensado para ter proporcionado um ambiente agradável: a aldeia murada assume a forma do vale estreito em que está situada, com as encostas estéreis que refletem o sol do deserto e a colina de Curnete Murai cortando a brisa do norte, bem como a vista do vale do rio verdejante. A aldeia foi abandonada c. 1 110–1 080 a.C. durante o reinado de Ramessés XI (cujo túmulo foi o último dos túmulos reais do Vale dos Reis) devido a ameaças crescentes de roubo a túmulos, ataques da Líbia e a da guerra civil. Os Ptolomeus mais tarde construíram um templo a Hator no local de um antigo santuário dedicado a ela.

## Textos históricos de Deir Almedina
Os textos sobreviventes registram os eventos da vida cotidiana em vez de incidentes históricos importantes. Cartas pessoais revelam muito sobre as relações sociais e a vida familiar dos aldeões. A economia antiga é documentada por registros de transações de vendas que geram informações sobre preços e câmbio. Registros de orações e encantos ilustram concepções populares comuns do divino, enquanto pesquisadores em leis e práticas antigas encontram uma rica fonte de informação registrada nos textos da aldeia. Muitos exemplos das obras mais famosas da literatura egípcia antiga também foram encontrados. Milhares de papiros e óstracos ainda aguardam publicação.

### Vida na aldeia

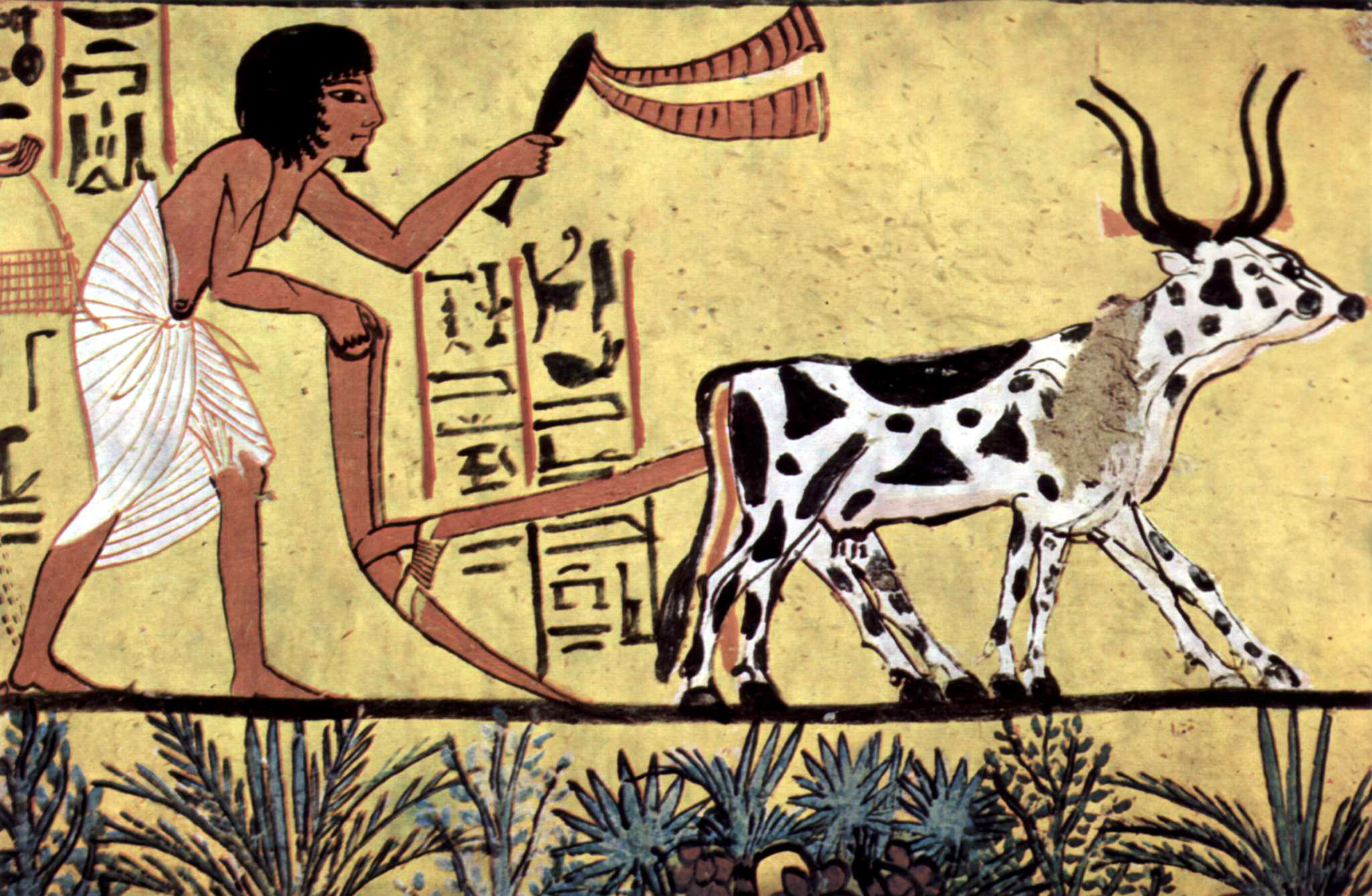
Cena da tumba de Senedjem

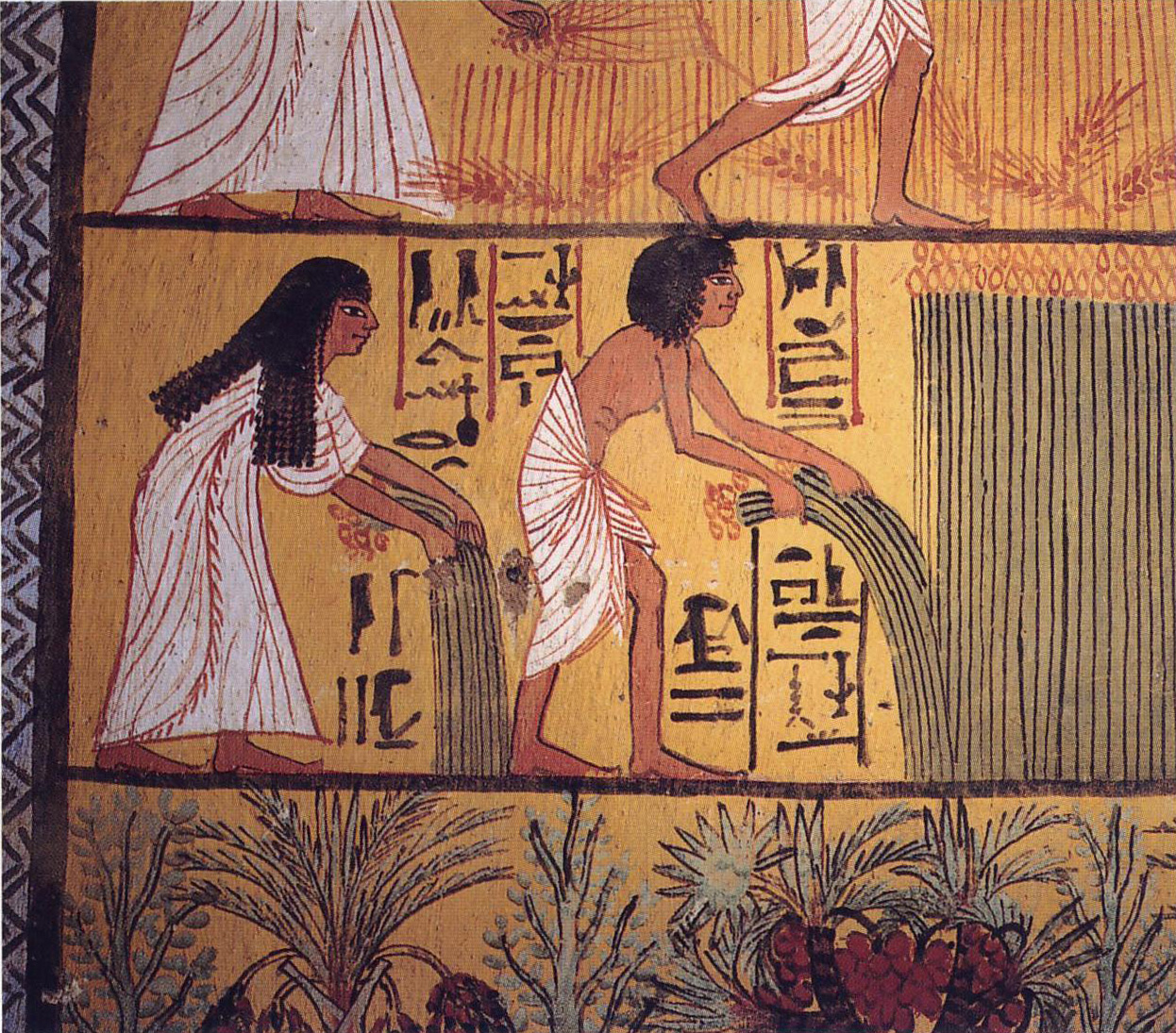
Cena da tumba de Senedjem

O assentamento era o lar de uma população mista de egípcios, núbios e asiáticos que trabalhavam como trabalhadores (cortadores de pedras, estucadores, carregadores de água), bem como os envolvidos na administração e decoração dos túmulos e templos reais. Os artesãos e a aldeia eram colocados em dois grupos, esquerdo e direito, que trabalhavam em lados opostos das paredes da tumba, semelhantes à tripulação de um navio, com um capataz para cada um que supervisionava a vila e o trabalho. Como o poço principal era a trinta minutos a pé, os transportadores trabalhavam para manter a aldeia regularmente abastecida com água. Ao trabalhar nas tumbas, os artesãos passaram a noite num acampamento com vista para o Templo mortuário de Hatexepsute (r. 1473–1458 a.C.) que ainda é visível hoje. Registros sobreviventes indicam que os trabalhadores tinham refeições cozidas entregues a partir da aldeia.
Com base na análise de renda e preços, os operários seriam, em termos modernos, considerados de classe média. Como funcionários assalariados do Estado, eram pagos em rações em até três vezes a taxa do ajudante de campo, mas segundos empregos não oficiais também eram muito praticados. Em festivais como Sede, operários recebiam suprimentos extras de comida e bebida para permitir uma celebração elegante. A semana de trabalho durou oito dias seguidos por dois dias de folga, embora os seis dias de folga por mês pudessem ser complementados com frequência devido a doença, motivos familiares e, como registrado pelo escriba da tumba, remar com a esposa ou ressaca. Incluindo os dias entregues aos festivais, mais de um terço do ano foi de folga para os moradores durante o reinado de Merneptá (r. 1213–1203 a.C.).
Nos dias de folga, os operários podiam trabalhar em seus túmulos e, como estavam entre os melhores artesãos do Antigo Egito, que escavavam e decoravam os túmulos reais, seus próprios túmulos são considerados alguns dos mais belos da margem ocidental. Uma grande proporção da comunidade, incluindo as mulheres, poderia pelo menos ler e possivelmente escrever. Os empregos dos trabalhadores teriam sido considerados desejáveis e valorizados, sendo os cargos herdáveis.
Os exemplos de canções de amor recuperadas mostram como a amizade entre os sexos era praticada, assim como o consumo social tanto de homens quanto de mulheres. Os casamentos egípcios entre os plebeus eram monogâmicos, mas pouco se sabe sobre o casamento ou arranjos de casamento dos registros sobreviventes. Não era incomum que os casais tivessem seis ou sete filhos com alguns registrados como tendo dez. Separação, divórcio e novo casamento ocorreram. Merimaate é registrado como querendo um divórcio por conta do comportamento de sua sogra. As escravas podiam tornar-se mães substitutas nos casos em que a mulher fosse infértil e, ao fazê-lo, elevavam seu estatuto e conseguiam sua liberdade. A comunidade poderia entrar e sair livremente da aldeia murada, mas por razões de segurança, apenas pessoas de fora que tivessem boas razões relacionadas ao trabalho poderiam entrar no local.

### Mulheres e vida da aldeia

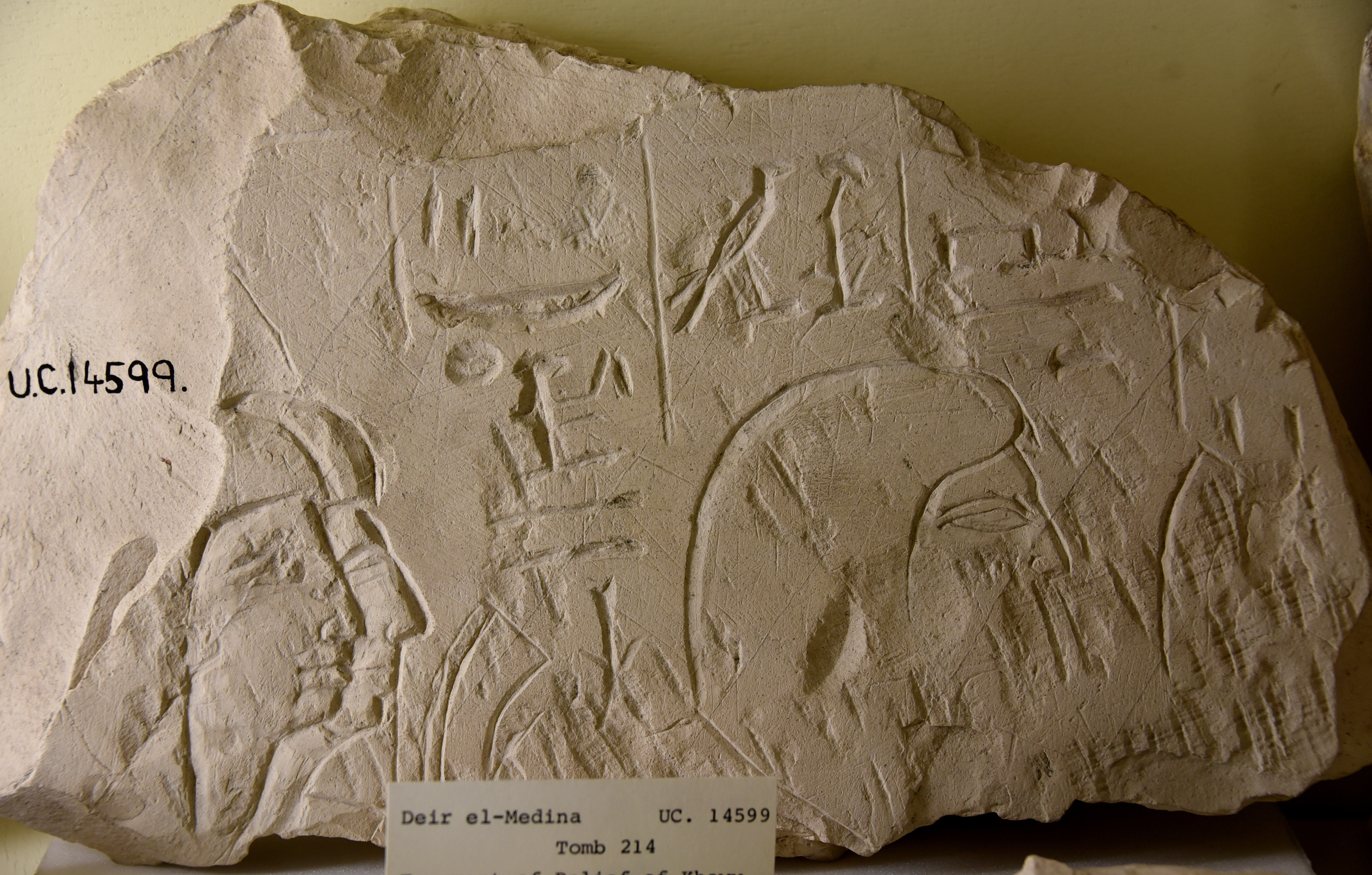
Fragmento de relevo de Caui, Servo no Lugar da Verdade., Museu Petrie

Os registros desta aldeia fornecem a maioria das informações que se sabe sobre como as mulheres viviam na era do Reino Novo. As mulheres eram funcionárias do governo e ajudavam na moagem dos grãos e tarefas de lavanderia. Esposas dos trabalhadores cuidavam das crianças e assavam pão, fonte primordial de alimento nessas sociedades. A grande maioria das mulheres que possuíam um status religioso particular embutido em seus nomes era casada com capatazes ou escribas e podia ter títulos de cantor ou cantor com posições oficiais dentro de santuários ou templos locais, talvez até mesmo dentro dos principais templos de Tebas. No direito, tinham direitos de propriedade, sua própria riqueza e um terço de todos os bens conjugais. Isto pertenceria unicamente à esposa em caso de divórcio ou morte do marido. Se morresse primeiro, iria para seus herdeiros, não para seu esposo. A fabricação de cerveja era normalmente supervisionada pela Senhora da Casa, embora os operários considerassem o monitoramento da atividade como uma desculpa legítima para se afastar do trabalho.

### Direito e ordem

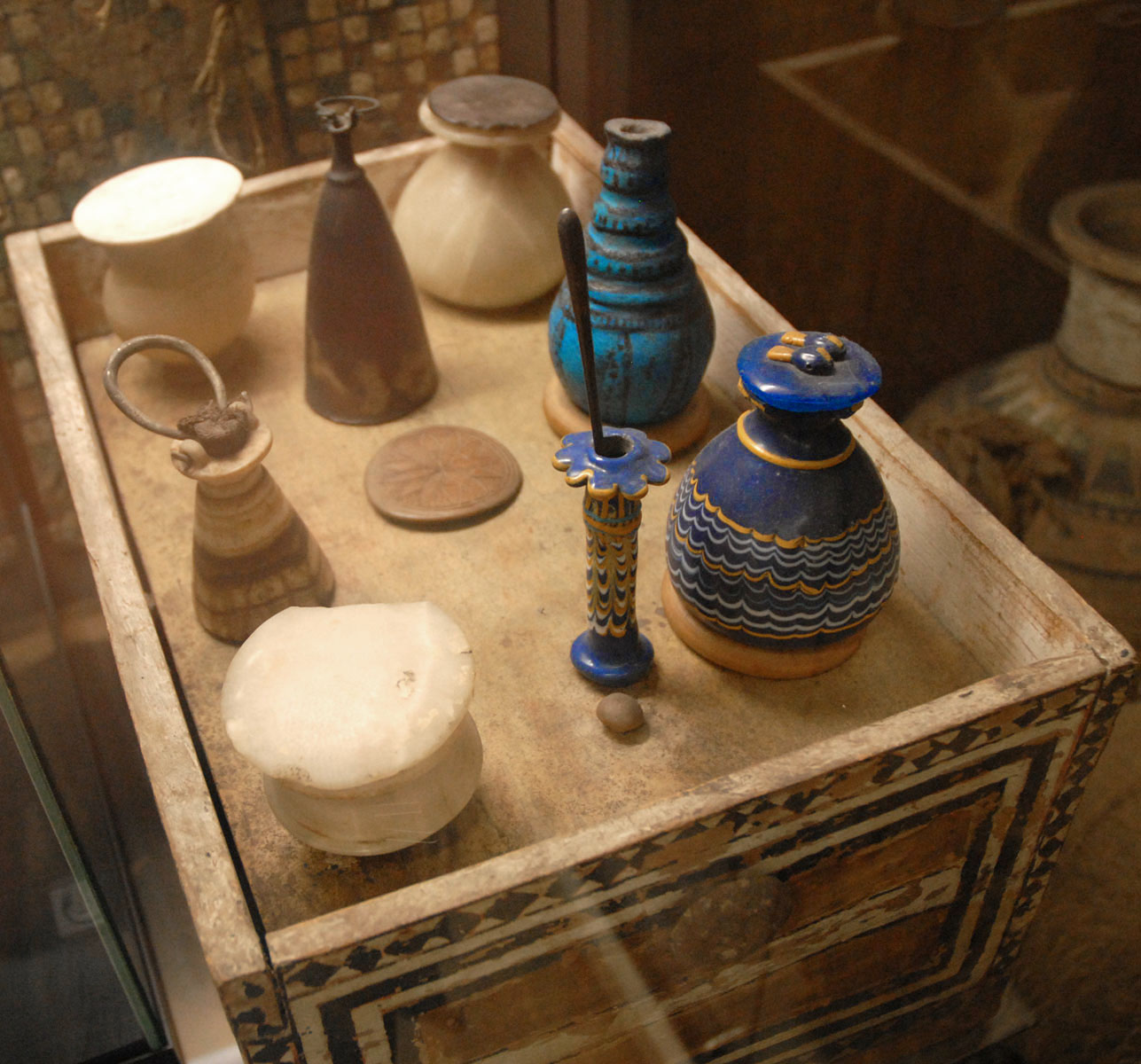
Caixa cosmética e vasos de Merite, esposa de Ca. Museu Egípcio de Turim

Os trabalhadores e suas famílias não eram escravos, mas cidadãos livres coo recurso ao sistema judiciário, conforme necessário. Em princípio, qualquer egípcio poderia pedir ao vizir e exigir julgamento de seus pares. A aldeia tinha seu próprio tribunal, composto por um capataz, representantes, artesãos e um escriba e estava autorizada a lidar com todos os casos civis e alguns criminais, tipicamente relacionados com o não pagamento de bens ou serviços. Os aldeões se representavam e os casos podiam durar vários anos, com uma disputa envolvendo o chefe de polícia com duração de 11 anos. A polícia local, Medjai, era responsável por preservar a lei e a ordem, bem como controlar o acesso aos túmulos no Vale dos Reis. Um dos casos mais famosos registrados refere-se a Panebe, o filho de um supervisor que foi acusado de saquear túmulos reais, adultério e causar inquietação na comunidade. O resultado não é conhecido, mas os registros sobreviventes indicam a execução de um chefe de operários neste momento.
Os locais frequentemente consultavam oráculos sobre muitos aspectos de suas vidas, incluindo justiça. Perguntas podiam ser postas por escrito ou oralmente diante da imagem do deus quando levada por sacerdotes sobre a liteira. A resposta positiva poderia ter sido causada por um mergulho descendente e um negativo por uma retirada da liteira. Quando uma questão de justiça surgisse e não fosse resolvida pelo tribunal, levavam a estátua ao acusado e perguntavam "É quem roubou meus bens" e, se a estátua assentisse, o acusado era considerado culpado. No entanto, às vezes, o acusado negava a culpa e exigia ver outro oráculo ou, pelo menos em um caso em que isso falhou, pediu para ver um terceiro. Quando o terceiro também assentiu indicando culpa, a sentença foi aprovada e teve que fazer reparações e receber punição. Também acreditavam que o oráculo poderia punir ou recompensar trazendo doenças ou cegueira para as pessoas como punição ou curas milagrosas como recompensas.

### Cuidados médicos

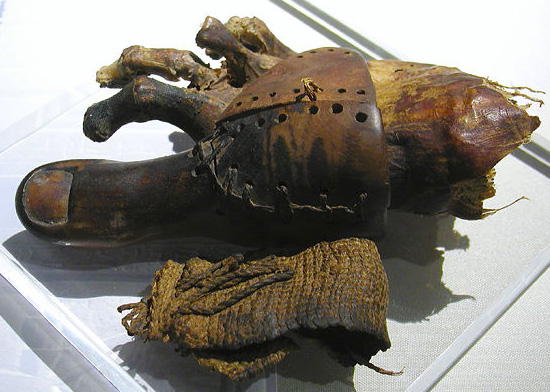
Prótese de pé feita em couro e madeira. Museu Egípcio, Cairo

Os registros e óstracos de Deir Almedina fornecem uma visão profundamente convincente sobre o funcionamento médico do Reino Novo. Como em outras comunidades egípcias, os operários e habitantes receberam cuidados por seus problemas de saúde por meio de tratamento médico, oração e magia. No entanto, os registros em Deir Almedina indicam algum nível de divisão, já que registros da aldeia apontam tanto um "médico" que viu pacientes e tratamentos prescritos, quanto um "escorpião" especializado em curas mágicas para picadas de escorpião.
Os textos de saúde de Deir Almedina também diferiram em sua circulação. Magias e remédios mágicos foram amplamente distribuídos entre os trabalhadores; há até vários casos de feitiços sendo enviados de um trabalhador a outro, sem nenhum intermediário "treinado".  Textos médicos escritos parecem ter sido muito mais raros, no entanto, com apenas um punhado de receitas contendo óstracos, indicando que o médico treinado misturou remédios mais complexos. Há também vários documentos que revelam o remetente pedindo ingredientes médicos, mas não se sabe se foram enviados segundo prescrição de um médico, ou para fazer um remédio caseiro.

### Piedade popular

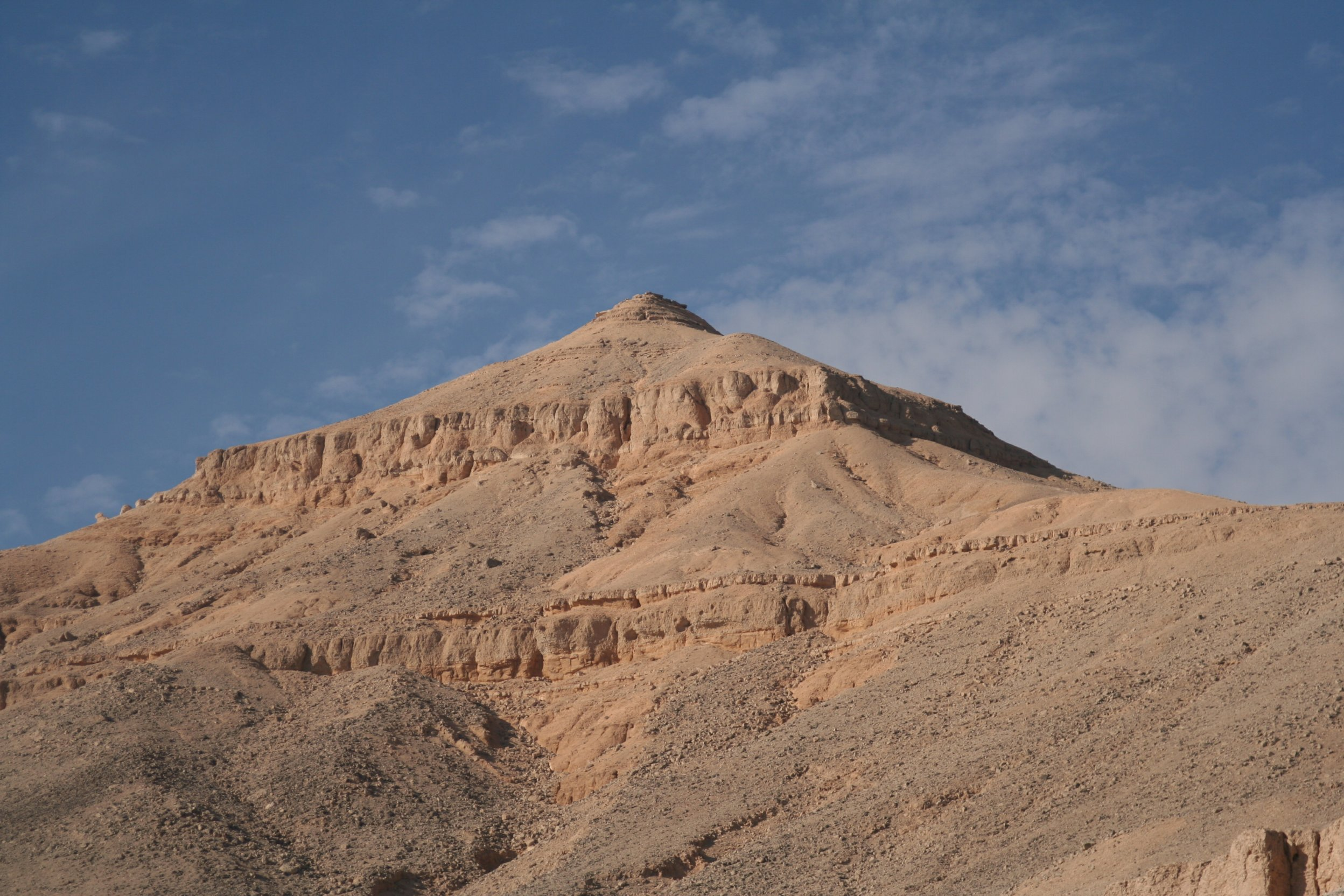
Mereteseguer, monte natural em forma de pirâmide, com vista e protegendo o Vale dos Reis

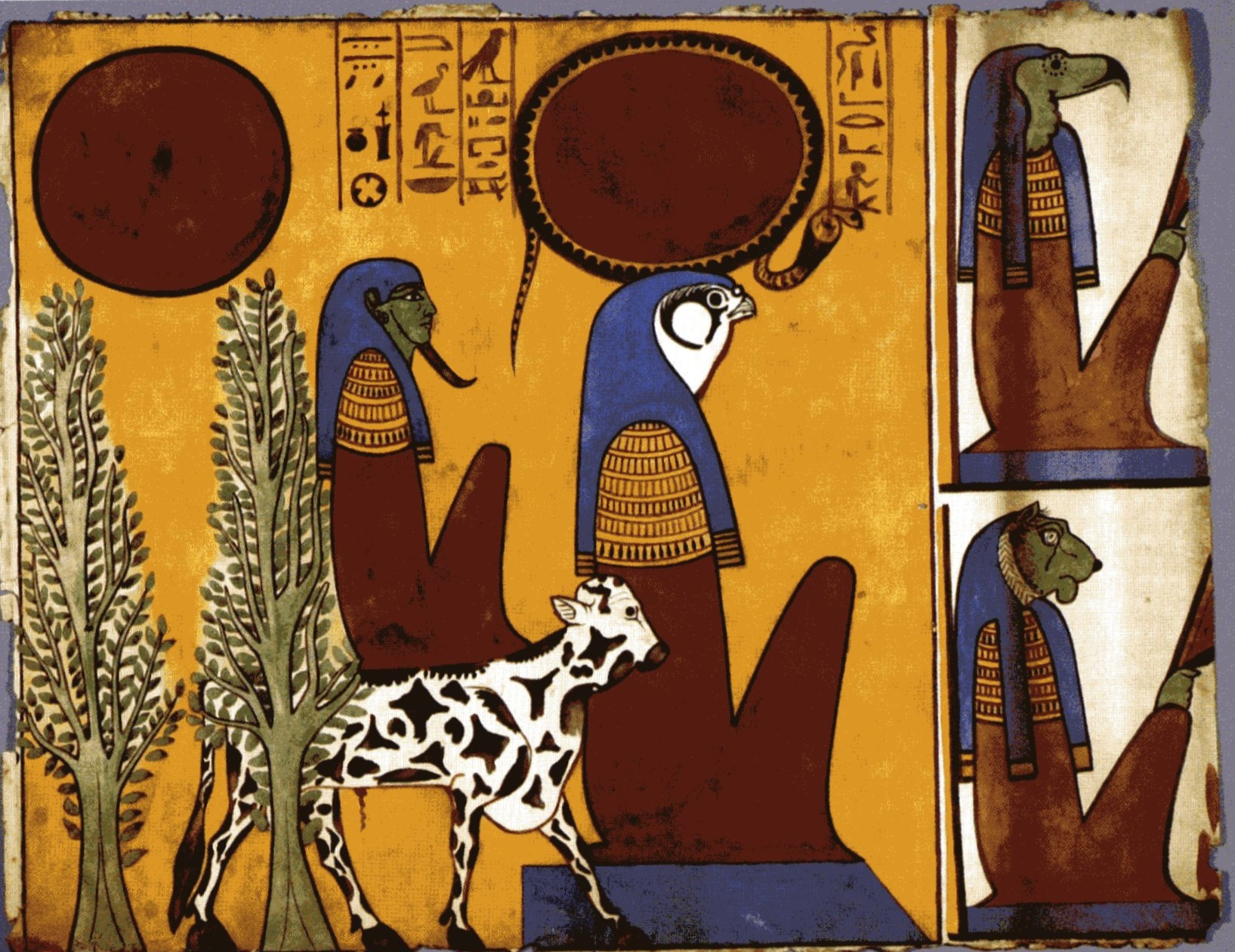
Cena da tumba de Senedjem

As escavações da comunidade de artesãos reais revelaram muitas evidências de práticas religiosas e cultos pessoais. Os deuses do Estado eram adorados livremente com deuses pessoais, sem qualquer conflito entre a expressão religiosa local e nacional. A comunidade tinha entre 16 e 18 capelas, com as maiores dedicadas a Hator, Ptá e Ramessés II. Os operários parecem ter honrado Ptá e Rexefe, os escribas Tote e Sexate, como deidades padroeiras de sua atividade particular. As mulheres tinham uma devoção especial em relação a Hator, Tuéris e Bes durante a gravidez, voltando-se para Renenutete e Mereteseguer em busca de comida e segurança. Mereteseguer ("Ela que ama o silêncio") talvez fosse localmente pelo menos tão importante quanto Osíris, o grande deus dos mortos.
Os aldeões levaram Amenófis I (r. 1525–1504 a.C.) e sua mãe, a rainha Amósis-Nefertari, em alta consideração por muitas gerações, talvez como patronos divinizados da comunidade. Quando Amenófis morreu, se tornou centro de culto funerário da aldeia, como "Amenófis da cidade". Quando a rainha morreu, também foi deificada e se tornou "Senhora do Céu" e "Senhora do Oeste".  Todos os anos, os aldeões celebravam o Festival de Amenófis, no qual os anciãos agiam como sacerdotes em cerimônias que honravam seus próprios deuses locais, que não eram adorados em nenhum outro lugar do Egito.
Orações foram feitas e dedicadas a uma divindade particular como oferendas votivas, semelhantes em estilo aos Salmos Penitenciais no Tanaque, que expressam remorso e agradecimento pela misericórdia. As estelas registram tristeza por erro humano e invocam humildemente um deus para perdão e misericórdia. Em um exemplo, Mereteseguer é solicitada para trazer alívio para um com dor. Ela responde a oração trazendo "brisas doces". Em outra estela, um trabalhador escreve: "Eu fui um homem que jurou falsamente por Ptá, Senhor da Verdade, e me fez ver as trevas durante o dia. Agora eu vou declamar seu poder tanto para o ignorante quanto para o conhecedor". Amom era considerado patrono especial dos pobres e que era misericordioso com o penitente. Uma estela registra:
| “ | [Amom] que vem à voz dos pobres em perigo, que dá fôlego para aquele que é miserável .. Você é Amom, o Senhor do silêncio, que vem à voz dos pobres, quando eu chamo a você na minha aflição Você vem e me resgata [...] Embora o servo estivesse disposto a fazer o mal, o Senhor está disposto a perdoar. O Senhor de Tebas não passa um dia inteiro de raiva, Sua ira passa num momento, nenhum permanece. Sua respiração volta para nós em misericórdia [...] Que seu ka seja gentil, que você possa perdoar, Isso não acontecerá novamente. | ” |

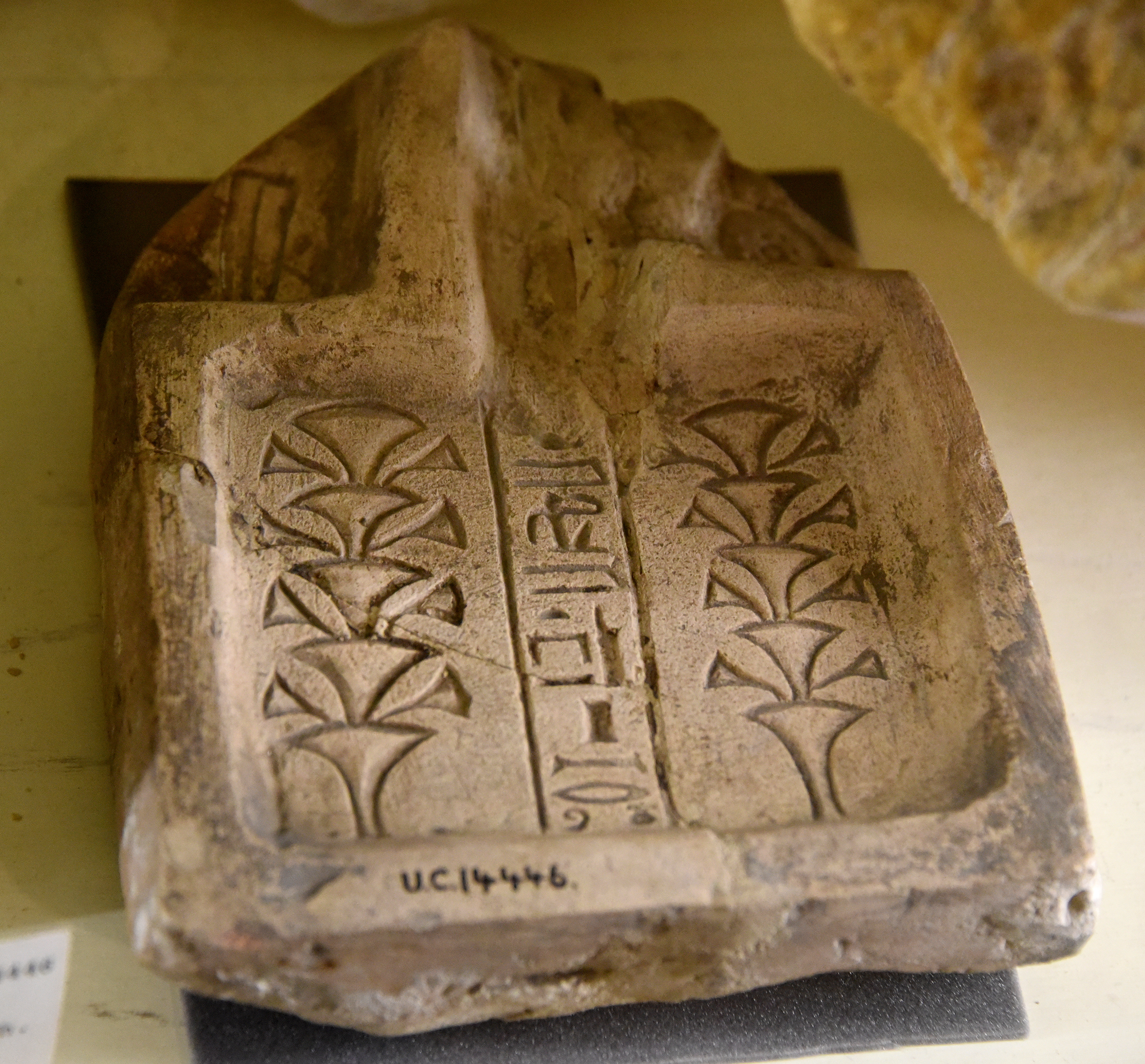
Mesa de oferendas de Penrenu, servo no lugar da verdade., Museu Petrie

A interpretação dos sonhos era muito comum. Um livro de sonhos foi encontrado na biblioteca do escriba Quenircopexefe, que era antiga até à época. O livro foi usado para interpretar vários tipos de sonhos. As interpretações eram imprecisas e sonhos semelhantes frequentemente tinham significados diferentes. Em muitos casos, a interpretação era oposta ao que representava o sonho, a título de exemplo, um sonho feliz muitas vezes significava tristeza, um sonho de muitas vezes significava escassez etc.
Exemplos de como os sonhos são interpretados incluem o seguinte:
- Se um homem se vê morto isso é bom; significa uma longa vida.
- Se um homem se vê comendo carne de crocodilo, isso é bom; significa agir como um oficial entre o seu povo. (isto é, tornar-se um cobrador de impostos)
- Se um homem se vê com o rosto no espelho, isso é ruim; significa uma nova vida.
- Se um homem se vê desnudando o próprio traseiro, isso é ruim; significa que será um órfão mais tarde.

No templo de Hator, alguns dos artesãos construíram estelas em homenagem a ela. Uma dessas estelas é a estela de Nefersenute, na qual ele e um de seus filhos se ajoelham e dão oferendas a ela em forma humana.

### Revoltas

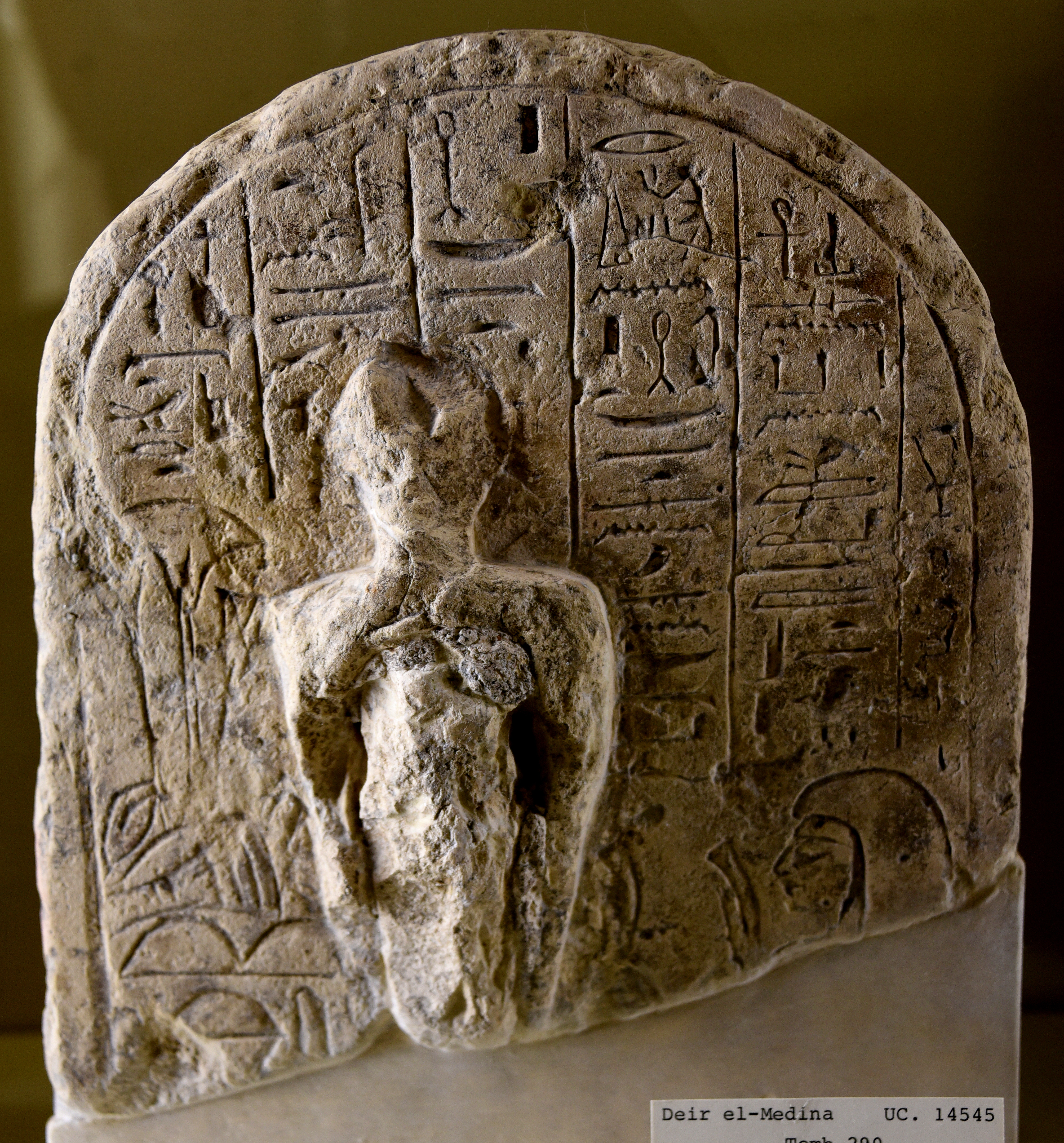
Estela de Irinefer, Servo no Lugar da Verdade., Museu Petrie

O serviço de construção real era geralmente bem administrado, tendo em vista a importância do trabalho que realizava. Pagar salários adequados era um dever religioso que formava uma parte intrínseca de Maat. Quando isso desmoronou, indicou problemas no estado mais amplo. A chegada da Idade do Ferro e o colapso imperial levaram à instabilidade econômica, com inflação sendo uma notável característica. Os altos ideais expressos no código de Maat tornaram-se tensos e isso forneceu o pano de fundo para a inquietação dos trabalhadores.
Em torno do vigésimo quinto ano de Ramessés III (ca. 1 159 a.C.), trabalhadores ficaram tão exasperados com o atraso que lançaram as ferramentas e saíram do trabalho no que pode ter sido a primeira ação grevista registrada da história. Escreveram uma carta ao vizir reclamando da falta de rações de trigo. Os líderes da aldeia tentaram argumentar, mas se recusaram a voltar ao trabalho até que suas queixas fossem abordadas. Responderam aos anciãos com "grandes juramentos" de "Estamos com fome". "Dezoito dias se passaram neste mês", relataram, e ainda não receberam as rações, sendo forçados a comprar trigo. Lhes disseram para enviar ao faraó ou vizir para tratar dessas questões. Depois que as autoridades ouviram suas reclamações, se dirigiram a eles e os trabalhadores voltaram a trabalhar no dia seguinte. Houve várias greves que se seguiram. Após um deles, quando o líder grevista pediu que o seguissem, lhe disseram que já estavam fartos e voltaram ao trabalho. Esta não foi a última greve, mas logo restauraram o suprimento regular de trigo e as greves chegaram ao fim nos anos restantes de Ramessés. Porém, como os chefes apoiavam as autoridades, os trabalhadores não confiavam mais neles e escolhiam seus próprios representantes. Outras queixas dos artesãos são registradas 45 anos após a disputa inicial, durante os reinados de Ramessés IX (r. 1126–1108 a.C.) e Ramessés X (r. 1108–1099 a.C.).

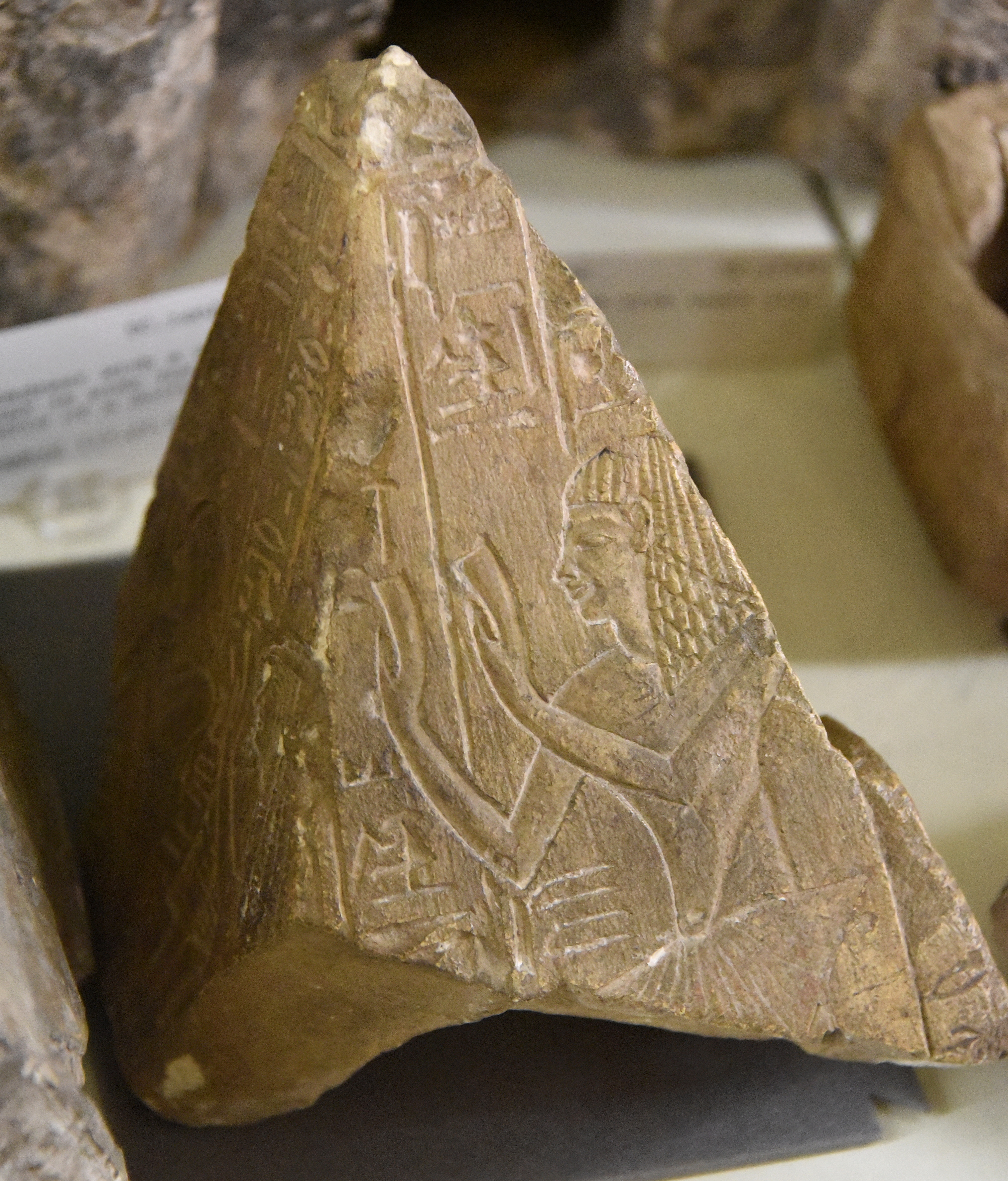
Piramídio calcário de Nebamum. Topo de uma estela., Museu Petrie

### Roubo de tumbas
Após o reinado de Ramessés IV (r. 1153–1147 a.C.), as condições da aldeia tornaram-se cada vez mais instáveis. Às vezes não havia trabalho por medo do inimigo. O fornecimento de grãos tornou-se menos confiável e isso foi seguido por greves. Gangues de ladrões de túmulos aumentaram, muitas vezes escavando túmulos pelas suas costas para que não quebrassem o selo e fossem expostos. Uma cultura de roubo de túmulos se desenvolveu e incluiu receptações e até mesmo alguns oficiais que aceitaram subornos. Quando os vizires verificaram as tumbas para determinar se os selos tinham sido perturbados, não relataram que a tumba havia sido aberta. Quando finalmente pegavam ladrões de túmulos, usaram táticas de torcer os membros para interrogá-los e obter informações sobre onde estava o saque e quem eram seus cúmplices.
O Papiro de Abbott relata a ocasião, quando algumas autoridades estavam procurando por um bode expiatório, e obtiveram confissão de um infrator reincidente depois de torturá-lo. Porém, o vizir desconfiava da facilidade com que o suspeito fora produzido, de modo que pediu ao suspeito que o levasse ao túmulo que roubou. Ele os levou a um túmulo inacabado que nunca havia sido usado e afirmou que era o túmulo de Ísis. Quando recuperaram o saque, não o devolveram aos túmulos; em vez disso, juntaram ao tesouro do faraó. 